# Lotus 2-Eleven
Lotus 2-Eleven – sportowy samochód osobowy produkowany przez brytyjską firmę Lotus od roku 2007. Dostępny jako bezdrzwiowy roadster. Do napędu użyto doładowanego mechanicznie silnika R4 o pojemności 1,8 litra produkcji Toyoty. Moc jest przenoszona na oś tylną poprzez 6-biegową manualną skrzynię biegów.

## Dane techniczne

### Silnik
- R4 Toyota 2ZZ-GE 1,8 l (1796 cm³), 4 zawory na cylinder, DOHC, doładowany mechanicznie
- Układ zasilania: wtrysk Lotus T4e
- Średnica × skok tłoka: 82,00 mm × 85,00 mm
- Stopień sprężania: b/d
- Moc maksymalna: 256 KM (187,9 kW) przy 8000 obr./min
- Maksymalny moment obrotowy: 242 N•m przy 7000 obr./min

### Osiągi
- Przyspieszenie 0-100 km/h: 4,0 s
- Przyspieszenie 0-160 km/h: 8,9 s
- Prędkość maksymalna: 251 km/h